# Ислам в Узбекистане
Ислам в Узбекистане является наиболее распространённой религией. После обретения страной независимости в 1991 году, доля мусульман в Узбекистане значительно выросла. На сегодняшний день она составляет 96,5 % населения.
Большинство мусульман Узбекистана придерживаются безмасхабного ислама; 18 % — сунниты; суфиты составляют 11 %. Существует маленькая шиитская община (0,03 %).

## История

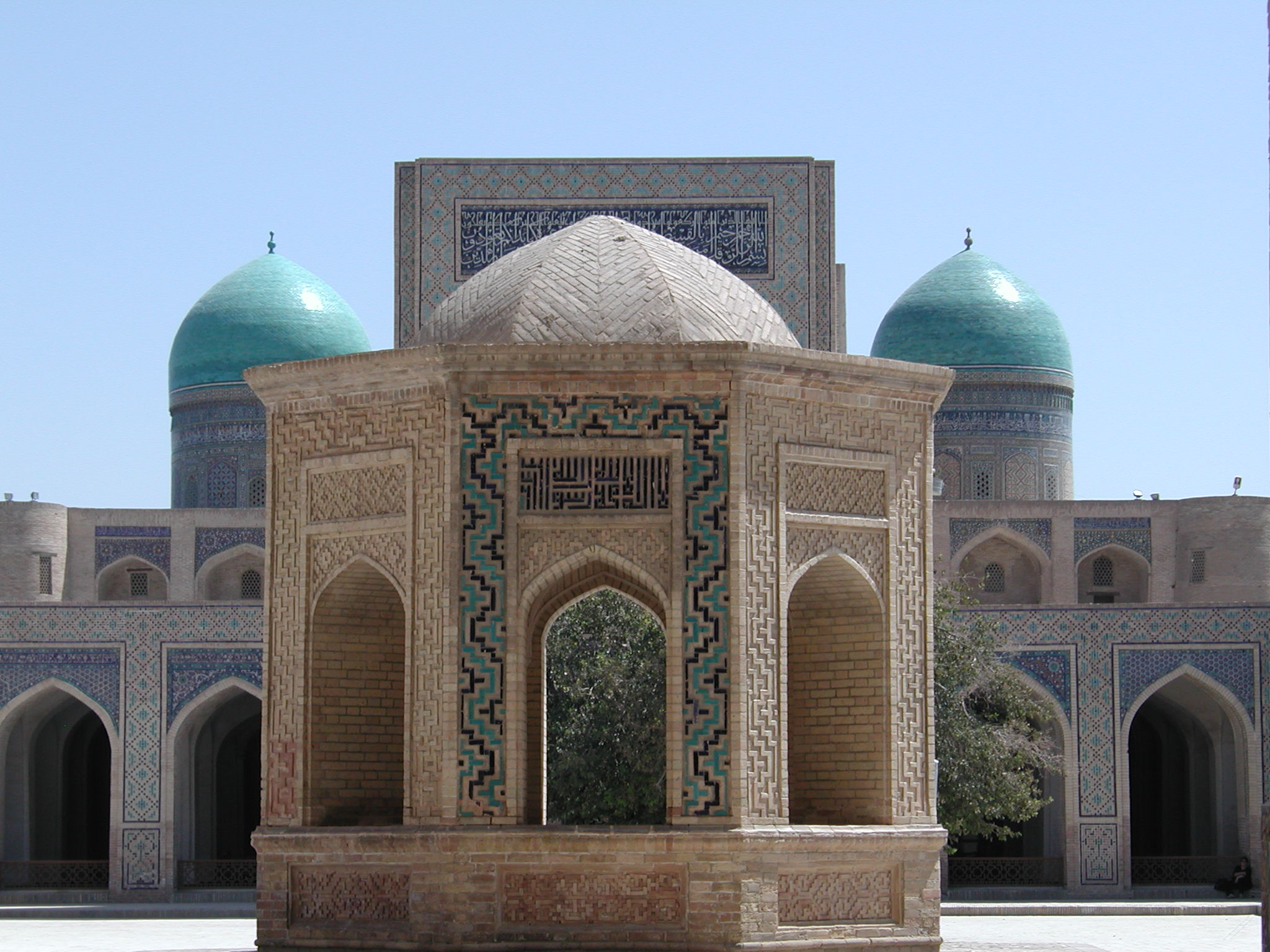
Мечеть в Бухаре.

Обращение народов Средней Азии в мусульманскую религию началось в первой четверти VIII века в связи с завоевательными походами Арабского халифата. Изначально ислам утвердился в южных частях Туркестана, а затем постепенно распространился на север. Утверждение ислама в регионе происходило в длительном и упорном противоборстве с доисламскими культами (в частности, зороастризмом), которые практиковались местным населением. На религиозной почве поднимались крупные восстания (наиболее значительным из них является движение «людей в белых одеждах» под предводительством Муканны). Для насаждения ислама арабы и утверждаемые ими местные династии создавали отряды газиев — добровольных борцов за веру. Вместе с тем известны случаи, когда подразделения газиев превращались из опоры мусульманских правителей в предмет беспокойства, переходя к разбою против властей.
Позиции новой религии активно укреплялись в регионе при правлении персидской династии Саманидов (IX-X века), ревностно проводивших миссионерскую политику. В этот период приняли ислам значительное количество тюркских народов. Однако при наступлении тюркской династии Караханидов на владения Саманидов этот факт сыграет роковую роль — под предлогом того, что война ведётся не за веру, а происходит между мусульманами, духовенство откажется от своего вмешательства, лишив опоры правящую династию.
В период монгольского завоевания недовольство среднеазиатского населения подпитывалось, в том числе, религиозными мотивами, так как завоеватели являлись «неверными». В 1238 году ремесленник Махмуд Тараби поднял в Бухарском регионе восстание, провозгласив себя новым халифом, однако он был убит в первом же столкновении с карательными силами, а восставшие — подавлены в следующем году. Впрочем, позднее монгольские правители и знать сами обращаются в ислам, становясь единоверцами порабощённых среднеазиатских народов.

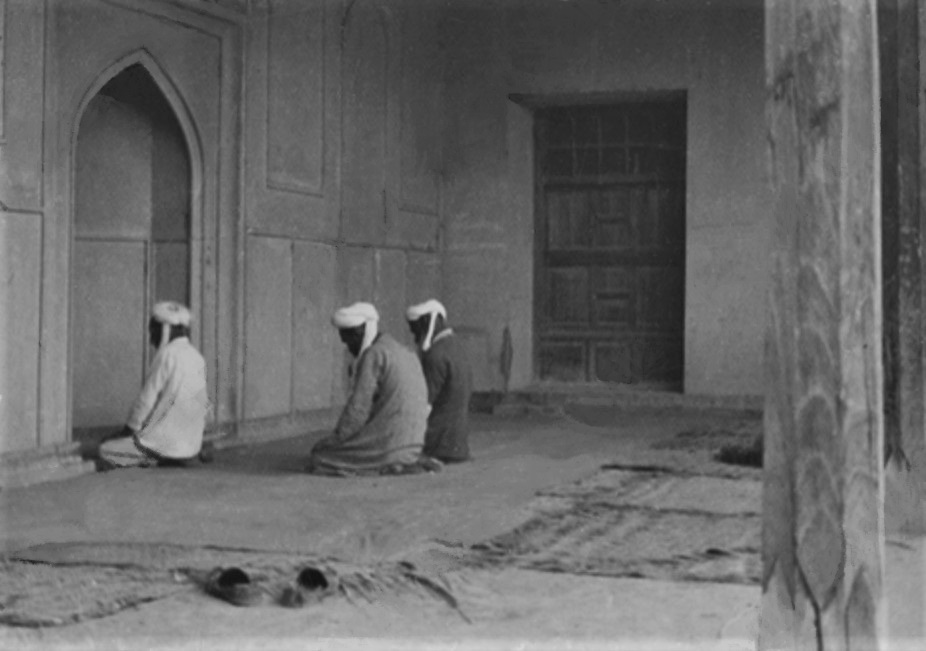
Узбеки во время намаза. 1930-е годы. Фото С. Струнникова

Поборником ислама выступал выдающийся среднеазиатский политик и полководец Тамерлан (Тимур), во владениях которого было возведено множество религиозных зданий, в том числе крупнейшая мечеть Биби-Ханым в Самарканде. При Тамерлане также был построен мавзолей на могиле Ахмеда Яссави (в городе Туркестан, ныне Южно-Казахстанская область) — влиятельного тюркского теолога, проповедовавшего суфийский ислам среди кочевников (почитается в регионе в качестве святого).
Как пишет Г. А. Хидоятов, в период военно-бюрократического феодализма (соответствует приходу к власти узбекских династий: Шейбанидов, Аштарханидов, мангыт и др. в XVI-XIX веках), происходит упадок науки с одновременным укреплением исламского догматизма, новые правители ревностно следят за соблюдением религиозных предписаний. В то же время историк отмечает, что на фоне декларативной религиозности, бухарские эмиры практиковали такие резко осудительные для мусульманина действия, как употребление вина, курение, держали при гаремах мальчиков-бачей.
На территории современного Узбекистана жил выдающийся исламский теолог Мухаммад аль-Бухари, чья книга, «Сахих аль-Бухари» рассматривается суннитами как наиболее аутентичная из всех сборников хадисов и считается самой авторитетной после Корана. Арабское слово сахих переводится как достоверный, подлинный. Другие мусульманские учёные из региона Абу Иса ат-Тирмизи и Абу Мансур аль-Матуриди, которые были одними из основателей исламской юриспруденции учёных. Али аль-Кушчи, который работал в Самарканде, а затем в Стамбуле, рассматривается как пример инноваций в исламской теоретической астрономии, и считается, что он, возможно, имел влияние на Коперника из-за аналогичных соображений, касающихся вращение Земли. Астрономическая традиция, которая сложилась в Марагинской, школе продолжалась в обсерватории Улугбека в Самарканде, которая была основана Улугбеком в начале XV века.

## Ислам в постсоветском Узбекистане

### При Исламе Каримове

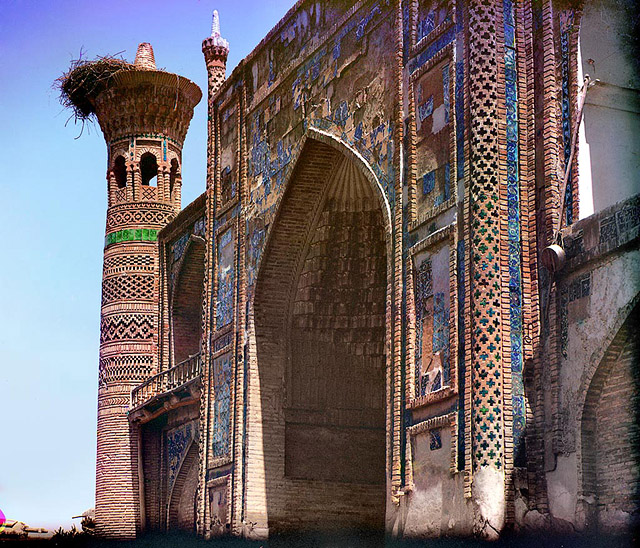
Медресе Мухаммад Амин тупчибоши. Бухара. 1911 год

В первые годы независимости Узбекистана наблюдается возрождение более светского ислама. Согласно результатам опроса общественного мнения, проведённого в 1994 году, интерес к исламу быстро рос, но личное понимание ислама узбеками остаётся ограниченным или искажённым. Например, около половины этнических узбеков респондентов исповедовали веру в исламе, когда их просили определить свою религиозную веру. Среди этого числа, знание или практика основных заповедей ислама была слабой. Несмотря на отчётное распространение ислама среди молодого населения Узбекистана, опрос предположил, что исламская вера по-прежнему слабая среди молодых поколений. Немногие респонденты проявили интерес к исламу. Таким образом, первые годы религиозной свободы способствовали к формированию ислама в более традиционных и культурных условиях, чем в религиозных.
Каримов утверждал, что растущий фундаментализм представляет угрозу для Узбекистана. Эксперты полагают, что сам ислам, вероятно, не является коренной причиной растущего волнения столько, сколько средство для выражения других жалоб, которые являются более непосредственными причинами разлада и отчаяния. Люди смотрят на политический ислам в качестве решения этих проблем. В то время, как узбекские правители категорически отрицают это. Правительство против (Хизб ут-Тахрир (Партия исламского освобождения) и последователей Саида Нурси в Турции.
Правительство обвиняет беспорядки мая 2005 года в Узбекистане с целью свержения правительства Узбекистана, с тем чтобы сделать его Центральноазиатской теократической республикой. В то время, как Хизб ут-Тахрир отрицает свою причастность к беспорядкам и выражает сочувствие и солидарность с жертвами беспорядков, твердо возлагая вину на репрессивную практику и коррупцию правительства.

### При Шавкате Мирзиёеве
Политика узбекских властей в отношении ислама смягчилась при Шавкате Мирзиёеве. При нём были приняты следующие меры:
- С 2017 года в некоторых мечетях (в том числе в мечети Ташкента) был разрешен азан;
- Разрешено участвовать в религиозных обрядах несовершеннолетним;
- В 2018 году власти Узбекистана увеличили число разрешений для паломников, отправляющихся в хадж.В 2018 году было разрешено выехать в хадж 7520 чел. (Саудовская Аравия выделила квоту в три раза больше). С 1992 по 2016 годы из Узбекистана ежегодно разрешалось выезжать 5200 чел.;
- Сняли ограничения и снизили цены на умру;
- Ликвидация должностей представителей республиканской Службы государственной безопасности Узбекистана при Духовном управлении мусульман Узбекистана, его структурных подразделениях, мечетях;
- В декабре 2017 года Мирзиёев амнистировал 763 заключённых «по религиозным мотивам»;
- Резкое сокращение числа лиц, включенных в списки за связь с экстремистскими организациями (нахождение в списке накладывало на его фигуранта определённые ограничения). К 2018 году из списков исключили около 18 тысяч человек. В списках осталось менее тысячи человек;
- Создание Центра исламской цивилизации и Международного научно-исследовательского центра им. Имама Бухари в Самарканде, Ташкентская исламская академия.

В результате при Мирзиёеве увеличилось количество мечетей, а число заключенных по религиозным мотивам уменьшилось. В 2016—2017 годах число заключенных за экстремистскую и незаконную религиозную деятельность в Узбекистане уменьшилось с 13,5 тыс. до 7 тыс. чел.. Число мечетей достигло 2042 — максимального числа с 1998 года. Духовное управление мусульман Узбекистана запустило он-лайн программы обучения исламу, а в 2018 году один имам приходился примерно на 8 тысяч жителей Узбекистана.
При этом в Узбекистане при Мирзиёеве имели место штрафы в отношении блогеров (за выступление в пользу расширения влияния ислама в жизни общества), аресты представителей радикальных исламских организаций, а также ликвидация нелегальных мусульманских школ (только в первом полугодии 2018 года власти ликвидировали в стране 116 таких школ).

## Мечети
На сентябрь 2020 года количество мечетей составило 2074.